# Диакате, Пап
Пап Диакате́ (также встречается написание имени Папе, фр. Pape Diakhaté; 21 июня 1984, Дакар) — сенегальский футболист, защитник. В составе сборной Сенегала занял четвёртое место на Кубке африканских наций 2006.

## Карьера
Вырос в небольшом рыбацком селении Уакам, в семье жандарма. Был четырнадцатым ребёнком в семье. В 2001 году переехал во Францию, где начал играть за «Нанси». Получил в клубе капитанскую повязку. Был одним из лучших защитников французского чемпионата 2006/07. Летом 2007 года был куплен киевским «Динамо» за 10 миллионов евро.
Первый гол за «Динамо» забил головой во время розыгрыша штрафного во время матча в Киеве с «Днепром» 30 ноября 2008. Это была 28-я игра Диакате за «Динамо».
В начале 2009 года травмировался в товарищеской игре с казанским «Рубином». 16 февраля его коленный сустав был прооперирован в Бельгии. Медицина спрогнозировала, что после операции ему понадобится не менее пяти-шести месяцев, прежде чем он сможет играть в футбол на уровне официальных встреч.
С 2009 года по май 2010 года выступал в аренде во французском клубе высшего дивизиона «Сент-Этьен». При этом «Сент-Этьен» выплачивал только часть его зарплаты, а оставшуюся часть продолжал выплачивать клуб «Динамо» (Киев). Выступление Диакате за французский клуб было оценено положительно.
После чего в арендных услугах сенегальца заинтересовался «Лион». За право использовать Диакате в течение сезона 2010/11, «львы» заплатили киевлянам 440 000 €. 5 июля в матче за Суперкубок Украины забил гол.
26 августа 2011 года на официальном сайте «Динамо» (Киев) появилось сообщение что Диакате покидает клуб и переходит в испанский футбольный клуб «Гранада».

## Достижения
«Нанси»
- Обладатель Кубка Французской лиги: 2006

«Динамо»
- Чемпион Украины: 2008/09
- Обладатель Суперкубка Украины: 2011